# Senonches
 Senonches  es una población y comuna francesa, en la región de  Centro, departamento de Eure y Loir, en el distrito de Dreux. Es el chef-lieu y mayor población del cantón de Senonches.
La comuna incluye las communes associées de La Ville-aux-Nonains y Tardais.

## Demografía
| 2886 | 3171 | 3466 | 3407 | 3171 | 3143 |
| Para los censos de 1962 a 1999 la población legal corresponde a la población sin duplicidades (Fuente: INSEE [Consultar]) |      |      |      |      |      |

En el censo de 1999, La Ville-aux-Nonains tenía 167 habitantes y Tardais 52.